# Dmitrij Kononiec
Dmitrij Kononiec, pseudonim Gastarbeiter, ros. Дмитрий Кононец (ur. 12 września 1972 w Czelabińsku) – rosyjski trójboista siłowy i strongman.

## Życiorys
Dmitrij Kononiec trenuje jako siłacz od 2002 r.
Jest założycielem federacji siłaczy Uralstrong.
Wymiary:
- wzrost 185 cm
- waga 122 kg

Mieszka w Czelabińsku.

## Osiągnięcia strongman
- 2004
  - 4. miejsce - Mistrzostwa Rosji Strongman
- 2005
  - 7. miejsce - Puchar Świata Siłaczy 2005: Chanty-Mansyjsk
- 2006
  - 8. miejsce - Puchar Świata Siłaczy 2006: Mińsk
- 2007
  - 6. miejsce - Puchar Świata Siłaczy 2007: Moskwa
- 2008
  - 5. miejsce - WSF Puchar Świata 2008: Irkuck
  - 1. miejsce - Mistrzostwa Wspólnoty Niepodległych Państw i Krajów Bałtyckich Strongman w Parach (z Elbrusem Nigmatullinem)[3]